# 29299 Kazama
29299 Kazama è un asteroide della fascia principale. Scoperto nel 1993, presenta un'orbita caratterizzata da un semiasse maggiore pari a 2,574536 UA e da un'eccentricità di 0,071156, inclinata di 10,979913° rispetto all'eclittica. Ha un diametro di 6,136 km e un'albedo di 0,187.